# Flèche wallonne 1996
La Flèche wallonne 1996, 60e édition de la course, a lieu le 17 avril 1996 sur un parcours de 200,5 kilomètres, entre Spa et le mur de Huy. La victoire revient à l'Américain Lance Armstrong.

## Classement final
| #  | Coureur               | Équipe        |    | Temps           |
| -- | --------------------- | ------------- | -- | --------------- |
| 1  | Lance Armstrong       | Motorola      | en | 4 h 40 min 00 s |
| 2  | Didier Rous           | Gan           | +  | 8 s             |
| 3  | Maurizio Fondriest    | Roslotto      |    | 54 s            |
| 4  | Mauro Gianetti        | Polti         |    | 1 min 00 s      |
| 5  | Gabriele Colombo      | Gewiss        |    | 1 min 08 s      |
| 6  | Enrico Zaina          | Carrera       |    | 1 min 13 s      |
| 7  | Alexander Gontchenkov | Roslotto      |    | 1 min 21 s      |
| 8  | Laurent Brochard      | Festina-Lotus |    | 1 min 42 s      |
| 9  | Stéphane Heulot       | Gan           |    | 1 min 50 s      |
| 10 | Davide Rebellin       | Polti         |    | 1 min 50 s      |